# سایتو توشی‌میتسو
سایتو توشیمیتسو (به ژاپنی: 斎藤利三 Saitō Toshimitsu) (۱۵۳۴ – ۶ ژوئیه، ۱۵۸۲) یک سامورایی در دوره سنگوکو و یکی از ملازمان آکچی میتسوهیده بود. دختر وی کاسوگا نو تسوبونه دایه شوگون سوم توکوگاوا ایه‌میتسو از شوگون‌سالاری توکوگاوا بود.

## حادثه معبد هوننو
در سال ۱۵۸۲، زمانی که آکچی میتسوهیده حادثه معبد هوننو را برنامه‌ریزی کرد، نقشه خود را برای برخی از دست نشاندگان ارشد خود از جمله فوجیتا یوکیماسا، میزوئو شیگه‌تومو و آکچی هیده‌میتسو فاش کرد. نام سایتو توشیمیتسو نیز در میان این ملازمان گنجانده شده است.
گفته می‌شود که سایتو توشیمیتسو به دلیل بی‌پروایی با میتسوهیده به همراه هیده‌میتسو مخالفت کرد. با این حال، او نتوانست از دستور ارباب خود سرپیچی کند و برای جبران محبت میتسوهیده، در نهایت مجبور شد به عنوان یکی از سرکردگان در حادثه معبد هوننو شرکت کند.

## مرگ
پس از شکست دادن اودا نوبوناگا، اودا نوبوتادا و برادر زن نوبوناگا سایتو توشی‌هارو در حادثه معبد هوننو، او به عنوان پیشتاز در نبرد یامازاکی علیه تویوتومی هیده‌یوشی، که از ولایت بیچو بازگشته بود، خدمت کرد، اما شکست خورد و گریخت. پس از فرار از یامازاکی، او در کاتاتا، منطقه اومی شیگا (تویوکان) پنهان شد. این سرزمین قلمرو رعیت ارشد میتسوهیده، ایکای هیده‌دسادا بود، اما او سایتو توشیمیتسو را فریب داد، او را اسیر کرد و به هیده‌یوشی سپرد. گفته می‌شود که دو پسر سایتو توشیمیتسو که با هم مخفی شده بودند نیز کشته شدند. در ۶ ژوئیه، او را به اطراف شهر بردند و در روکوجوگاوارا در کیوتو سر بریدند. در روز ۱۱ ژوئیه، گردن و بدن آکچی میتسوهیده و سایتو توشیمیتسو را به هم گره وصل کردند و آنها دوباره در سانجو آواتاگوچی مصلوب کردند. پس از آن، بقایای سایتو توشیمیتسو شبانه توسط دوستانش، نقاش و راهب کایهو یوشو برده شد و در شینیودو به خاک سپرده شد. امروزه این قبر هنوز آنجا در کنار قبر کایهو یوشو قرار دارد.

## شجره نامه

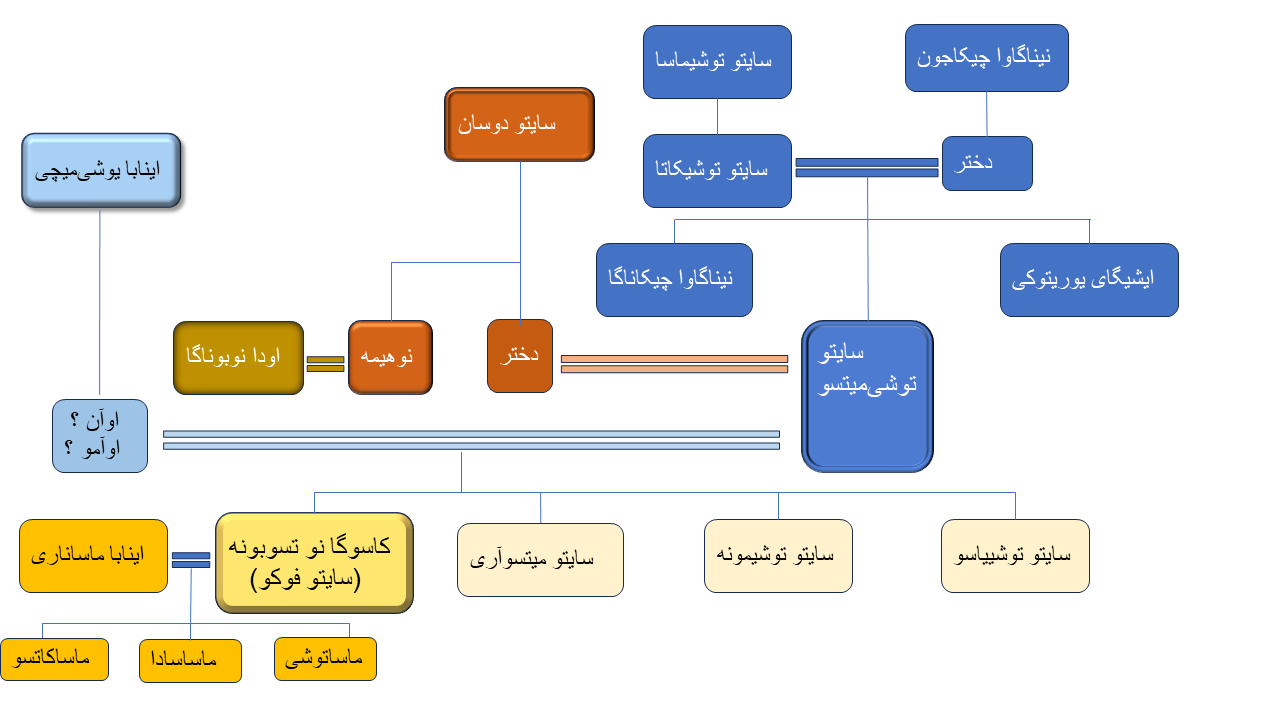
شجره‌نامه